# Michael Droege
Michael Droege (* 23. Juli 1973 in Helmstedt) ist ein deutscher Jurist und Hochschullehrer an der Eberhard Karls Universität Tübingen.

## Leben
Droege begann 1994 ein Studium der Rechtswissenschaften an der Universität Bielefeld, das er 1999 mit dem Ersten Juristischen Staatsexamen abschloss. Anschließend arbeitete er zunächst als wissenschaftlicher Mitarbeiter von Joachim Wieland an dessen Bielefelder Lehrstuhl und folgte ihm auch, als er 2001 an die Universität Frankfurt am Main und 2007 an die Universität Speyer wechselte. Sein Referendariat absolvierte Droege von 2002 bis 2004 am Landgericht Frankfurt am Main, wo er 2004 sein Zweites Staatsexamen ablegte. Bereits 2003 schloss er an der Universität Bielefeld seine Promotion zu Dr. jur. ab.
2007 beendete Droege seine Tätigkeit am Lehrstuhl Wieland, um bis ins Jahr 2008 Lehrstühle an den Universitäten Gießen und Freiburg zu vertreten. 2009 schloss er seine Habilitation an der Universität Frankfurt am Main gänzlich ab, womit ihm die venia legendi für die Fächer Öffentliches Recht, Finanz- und Steuerrecht sowie Staatskirchenrecht verliehen wurde. Diese Arbeit erhielt den Albert-Hensel-Preis im Jahr 2009. 2010 trat er an der Universität Osnabrück seine erste eigene Professur an. Bereits ein Jahr später wechselte er an die Universität Mainz auf den Lehrstuhl für Öffentliches Recht, Finanz- und Steuerrecht. Seit 2015 hat Droege den Lehrstuhl für Öffentliches Recht, Verwaltungsrecht, Religionsverfassungsrecht und Kirchenrecht sowie Steuerrecht an der Universität Tübingen inne. Darüber hinaus ist er Richter am Kirchlichen Verfassungs- und Verwaltungsgericht der evangelischen Kirche in Hessen und Nassau.
Droeges Forschungsschwerpunkte liegen insbesondere im Steuer- und Finanzverfassungsrecht, im Religions- und Religionsverfassungsrecht sowie dem Wirtschaftsverwaltungsrecht.

## Werke (Auswahl)
- Unternehmensgründungen aus Hochschulen, Hochschulressourcennutzung durch Technologietransfer- und Verwertungsgesellschaften. Verlag Dr. Kovac, Hamburg 2003, ISBN 978-3-8300-0892-7.
- Staatsleistungen an Religionsgemeinschaften im säkularen Kultur- und Sozialstaat. Duncker&Humblot, Berlin 2004, ISBN 978-3-428-11290-6 (Dissertation).
- Gemeinnützigkeit im offenen Steuerstaat. Mohr Siebeck, Tübingen 2010, ISBN 978-3-16-150165-4 (Habilitationsschrift).
- Steuer- und Finanzverfassungsrecht. Nomos, Baden-Baden 2020, ISBN 978-3-8487-0667-9 (Vom Verlag gemeldete Neuerscheinung).